# Web Widget
Web Widget，中文可译作：小部件、小工具、微件、挂件等，是一小块可以在任意一个基于HTML的網頁上执行代码构成的小部件，它的表现形式可能是视频、地图、新闻或小游戏等等。它的根本思想来源于代码复用，在一般的情况下，Widget的代码形式包含了DHTML、JavaScript及Adobe Flash。

## 概要
Web Widget可以向一个基于HTML的Web页面上添加一些动态内容。它可能是访问量计数器，实时股票信息以及航班信息等等。通常情况下，一个Widget的功能都是由第三方提供的代码实现的，而Web开发者，只需要将这些代码块嵌入自己的页面即可。其实，在万维网发展的早期，Web开发者就已经尝试在他们的页面中嵌入一些第三方开发的代码块，不过这些代码块早期的功能通常都是一些诸如链接计数，或者英語：，羅馬化：Web banner等。
Web Widget可以被视作是小型的可下载应用程序，不过这些应用程序都是运用一些Web技术来得以实现的，可能包括JavaScript、HTML及CSS等。Web Widget通常都需要依赖一些公开的Web API。这些API可能是由浏览器公布，或者是由一些Widget引擎公布。

## 作用以及批评
Web Widget允许Web开发者在他们的页面中集成任何第三方Web站点所提供的Widget代码，以便于在自己的网站中聚合各种各样的信息与资源。这样一来，原先网页浏览者可能必须要去好几个不同站点才能获取到的信息可以在一次页面访问中全部获取到。
基于Web Widget的特性，一些人认为，通过这一途径，站点的拥有者可以借助Widget提升自己站点的用户体验，而营销人员也可借助Widget在用户不需要跳转当前页面的情况下也可以推广厂商自身的品牌与服务；但与此相反，另外一些人却认为Web Widget所带来的只是又一个商业上的泡沫而已，因为当用户在一个集成了多种Web Widget的个性化站点或者社交网站中(如Facebook)寻找乐趣时，他们是不太可能记住Widget中推广的品牌与产品的。
另外，由于任何Widget代码都可以被嵌入到Web页面中，因此一些带有恶意代码的Widget将可能给页面浏览者带来麻烦。比如Facebook上曾经有一个名为「Secret Crush」的Widget，它会诱导用户去自动下载广告软件。

## Widget引擎
微件管理系统提供了一个基于Web页面的用于对微件进行管理的方法，通常是一个Blog或者是一个社交网站的Home page。很多Blog系统直接以插件的形式提供一个内嵌的微件管理工具。用户可以借此从不同的Widget开发商那里获得各种各样的微件，并将它们运用于自己的页面之上。